# Nacionalno prvenstvo ZDA 1949
Nacionalno prvenstvo ZDA 1949 v tenisu.

## Moški posamično
Pancho Gonzales :  Ted Schroeder  16-18 2-6 6-1 6-2 6-4

## Ženske posamično
Margaret Osborne :  Doris Hart  6-3, 6-1

## Moške dvojice
John Bromwich /  Bill Sidwell :  Frank Sedgman /  George Worthington 6–4, 6–0, 6–1

## Ženske dvojice
Louise Brough /  Margaret Osborne :  Shirley Fry /  Doris Hart 6–4, 10–8

## Mešane dvojice
Louise Brough /   Eric Sturgess :  Margaret Osborne duPont /  Bill Talbert 4–6, 6–3, 7–5